# Omethidae
Az Omethidae a rovarok (Insecta) osztályában a bogarak (Coleoptera) rendjébe, azon belül a mindenevő bogarak (Polyphaga) alrendjébe tartozó család.

## Elterjedésük
8 nembe tartozó 12-13 fajukkal Észak-Amerikában és Ázsiában találhatóak meg. Magyarországon nem fordulnak elő.

## Megjelenésük, felépítésük
Kis- és közepes méretű (2,5-11,5 mm), megnyúlt testű, gyengén kitinizált bogarak. Fejük széles, szemük többé-kevésbé feltűnő. 11-ízű csápjuk hosszú, fonalas vagy fűrészes. Előtoruk harántos. A szárnyfedők a potrohot végig betakarják, az előtornál rendszerint szélesebbek. Látható potrohszelvényeik száma 7 vagy nyolc. Lábaik hosszúak, lábfejeik 5-ízűek.
Lárváik nem ismertek.

## Életmódjuk, élőhelyük
Az imágók nappal növényzeten, avarban fordulnak elő; életmódjuk - a lárváikhoz hasonlóan - nem ismert.

## Rendszertani felosztásuk
Jelen rendszertanok három alcsaládba sorolják őket, ezek korábban a csigabogárfélék, a hajnalbogárfélék és a lágybogárfélék részét képezték.
Driloniinae alcsalád (Crowson, 1972)
Drilonius (Kiesenwetter, 1874 )
Drilonius striatulus (Kiesenwetter, 1874 )
Drilonius osawai (Nakane, 1950)
Matheteinae alcsalád (LeConte, 1881)
Ginglymocladus (Van Dyke, 1918 )
Ginglymocladus discoidea (Van Dyke, 1918 )
Ginglymocladus luteicollis (Van Dyke, 1918 )
Matheteus (LeConte, 1874 )
Matheteus theveneti (LeConte, 1874 )
Omethinae alcsalád (LeConte, 1861)
Blatchleya (Knab, 1910 )
Blatchleya gracilis (Blatchley, 1910)
Malthomethes (Fender, 1975 )
Malthomethes oregonus (Fender, 1975 )
Omethes (LeConte, 1861 )
Omethes marginatus (LeConte, 1861 )
Symphyomethes (Wittmer, 1970 )
Symphyomethes blandulus (Wittmer, 1970 )
Symphyomethes californicus (Wittmer, 1970 )
Troglomethes (Wittmer, 1970 )
Troglomethes leechi (Wittmer, 1970 )
Troglomethes oregonensis (Wittmer, 1970 )

## Fordítás
- Ez a szócikk részben vagy egészben  az   Omethidae című norvég Wikipédia-szócikk fordításán alapul.  Az eredeti cikk szerkesztőit annak laptörténete sorolja fel. Ez a jelzés csupán a megfogalmazás eredetét és a szerzői jogokat jelzi, nem szolgál a cikkben szereplő információk forrásmegjelöléseként.